# 敲木頭

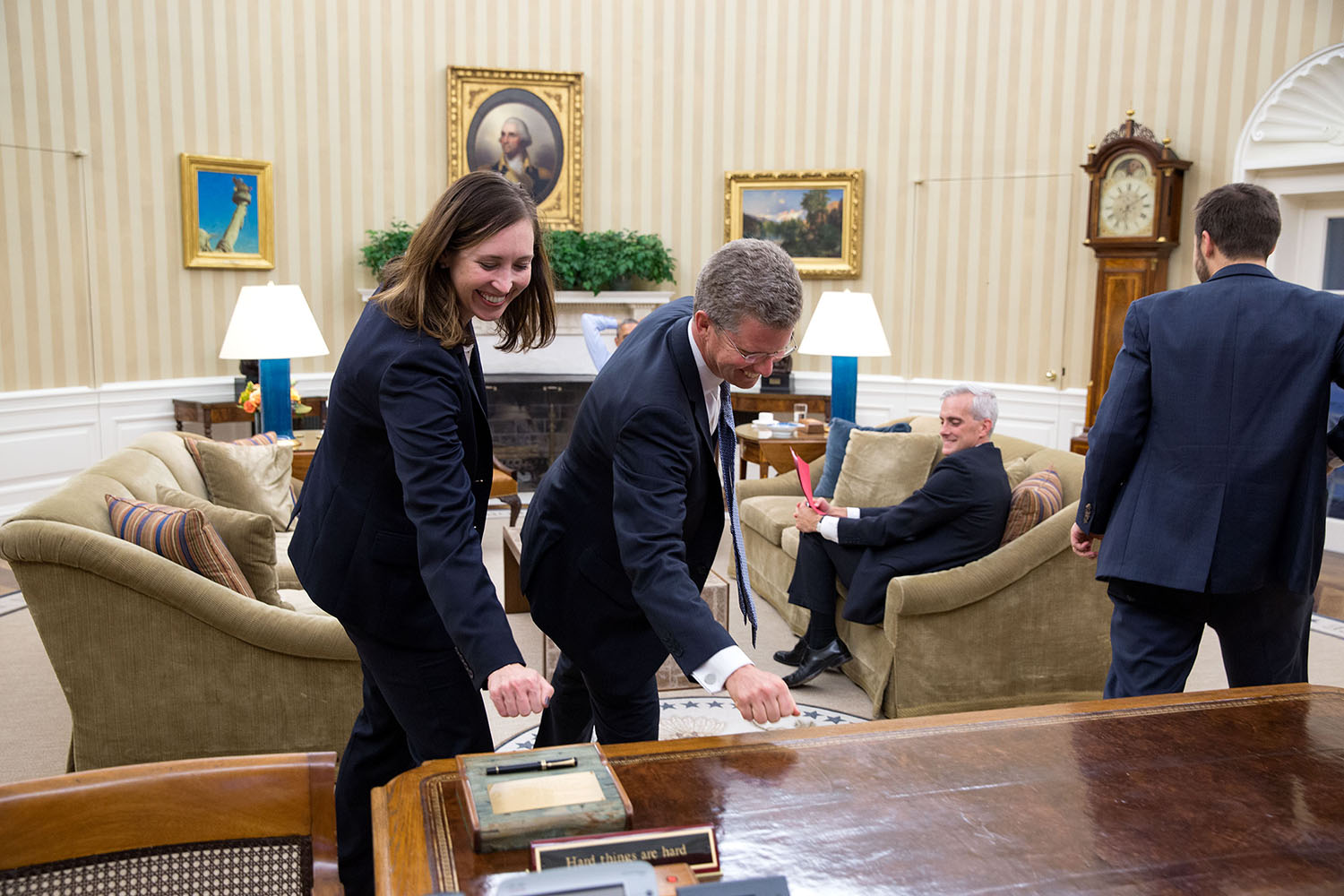
在橢圓形辦公室的敲木頭（2015）

敲木頭是一種廣泛流行在多國的辟邪方法，通過敲擊木頭的方式以避免不幸事件的發生。一說認為這種風俗起源於古代凱爾特人，因凱爾特人信奉樹中有靈魂或神存在。而基督徒則認為這一做法和十字架的木頭有關。英語中的「敲木頭」一詞可追溯至17世紀。